# Charente
 Charente je francouzský departement ležící v regionu Nová Akvitánie. Jeho název stejně jako sousedního Charente-Maritime pochází od řeky Charente. Člení se na 3 arrondisementy. Hlavní město je Angoulême.

## Arrondisementy
- Angoulême
- Cognac
- Confolens

## Historie
Charente je jedním z 83 departementů vytvořených během Francouzské revoluce 4. března 1790 aplikací zákona z 22. prosince 1789.

## Sousední departementy
| Růžice kompasu | Deux-Sèvres       | Vienne   |              | Růžice kompasu |
| Růžice kompasu | Charente-Maritime | Sever    | Haute-Vienne | Růžice kompasu |
| Růžice kompasu | Charente-Maritime | Charente | Haute-Vienne | Růžice kompasu |
| Růžice kompasu | Charente-Maritime | Jih      | Haute-Vienne | Růžice kompasu |
| Růžice kompasu |                   | Dordogne |              | Růžice kompasu |